# Armator
Un armator este proprietarul unei nave comerciale care este implicat în navigația maritimă. În sensul comercial al termenului, un armator este cineva care echipează și exploatează o navă, folosind-o, de obicei, pentru transportul de marfă și încasând o chirie denumită navlu ce reprezintă prețul transportului pe apă între două porturi. Armatorii angajează de obicei un căpitan și un echipaj, doar să se ocupe personal de navă. Armatorul este, de obicei, o companie, dar pot fi proprietari de nave și persoane fizice sau fonduri de investiții. Compania ce deține o navă comercială se ocupă de managementul tehnic al navei, deși exploatarea navei poate fi, de asemenea, externalizată sau transmisă prin contractul de navlosire în sarcina proprietarului transportului.
Armatorii sunt de obicei membri ai unei camere naționale de navigație maritimă, cum ar fi UK Chamber of Shipping. International Chamber of Shipping este organizația globală a armatorilor și camerelor naționale de navigație, reprezentând aproximativ 80% din transportul maritim mondial de mărfuri.